# Tito Quinzio Atta
Tito Quinzio Atta (in latino Titus Quinctius Atta; ... – 77 a.C.) è stato un poeta romano.

## Biografia
Pressoché nulla si sa della sua vita. L'unico dato conosciuto è la data della sua morte che secondo San Girolamo avvenne nel 77 a.C. a Roma. Apparteneva all'illustre gens Quinctia. Il soprannome di Atta (cioè "colui che cammina sulle piante dei piedi") gli deriva dall'aver recitato nel ruolo di planipes (attore di mimo che indossava calzature non rialzate) o da un difetto fisico alle gambe.
La produzione letteraria di Atta, benché comprendesse anche degli epigrammi, trova la sua massima espressione nelle sue comoediae togatae, per le quali Atta ricevette elogi già nell'antichità da Varrone e da Frontone che ne loda la caratterizzazione dei personaggi femminili. Di tutta la sua produzione restano a noi soltanto 18 frammenti e 12 titoli (Aedilicia, Aquae caldae, Conciliatrix, Gratulatio, Lucubratio, Materterae, Megalensia, Nurus, Satura, Socrus, Supplicatio, Tiro proficiscens).
La lingua di Atta presenta tratti di arcaismo. Dello stile, a causa dell'esiguo numero dei frammenti, non ci si può fare un'idea precisa, ma i frammenti offrono numerosi esempi di allitterazioni.